# Cagu
O cagu (Rhynochetos jubatus; em francês denominada kagou huppé ou cagou; em inglês e alemão: kagu, seu nome nativo) é uma ave da família Rhynochetidae, endêmica da ilha de Grande Terre, no arquipélago da Nova Caledônia; situado na Melanésia, Oceania; sendo sua ave nacional e adotada como emblema em sua terra, habitando densas florestas de montanha entre os 100 a 1.400 metros de altitude. Foi classificada em 1860, por Verreaux & Des Murs, e está listada pela União Internacional para a Conservação da Natureza como espécie em perigo, sendo muito abundante no passado e quase extinta, no século XIX, por suas penas de crista, apreciadas pelos criadores de extravagantes chapéus femininos dos anos c.1870–1910, além de ter seu habitat ameaçado por espécies invasoras.

## Taxonomia
Esta é a única espécie atual da monotípica família Rhynochetidae e do gênero Rhynochetos, acrescido da extinta Rhynochetos orarius; antes pertencentes aos Gruiformes e atualmente colocadas na ordem Eurypygiformes juntamente com o pavãozinho-do-pará. Possui "calos nasais", estruturas que cobrem suas narinas e que não são compartilhadas por nenhuma outra ave. Tais estruturas deram à espécie o seu nome genérico, Rhynochetos, que é derivado do grego: rhyno, que significa nariz, e chetos, que significa milho.

## Descrição
Trata-se de uma espécie de coloração uniforme, semelhante a uma garça e do tamanho de uma galinha (cerca de 50 centímetros), com plumagem cinza-pérola-esbranquiçada (conhecida localmente como o "fantasma da floresta"), pernas e bico laranja-avermelhado, ligeiramente curvo, e olhos de íris vermelha; com uma crista em sua cabeça, similar à de uma cacatua, e com listras enegrecidas nas pontas de suas asas. Suas penas formam um pó, que limpa e impermeabiliza o cagu em seu habitat úmido e insular.

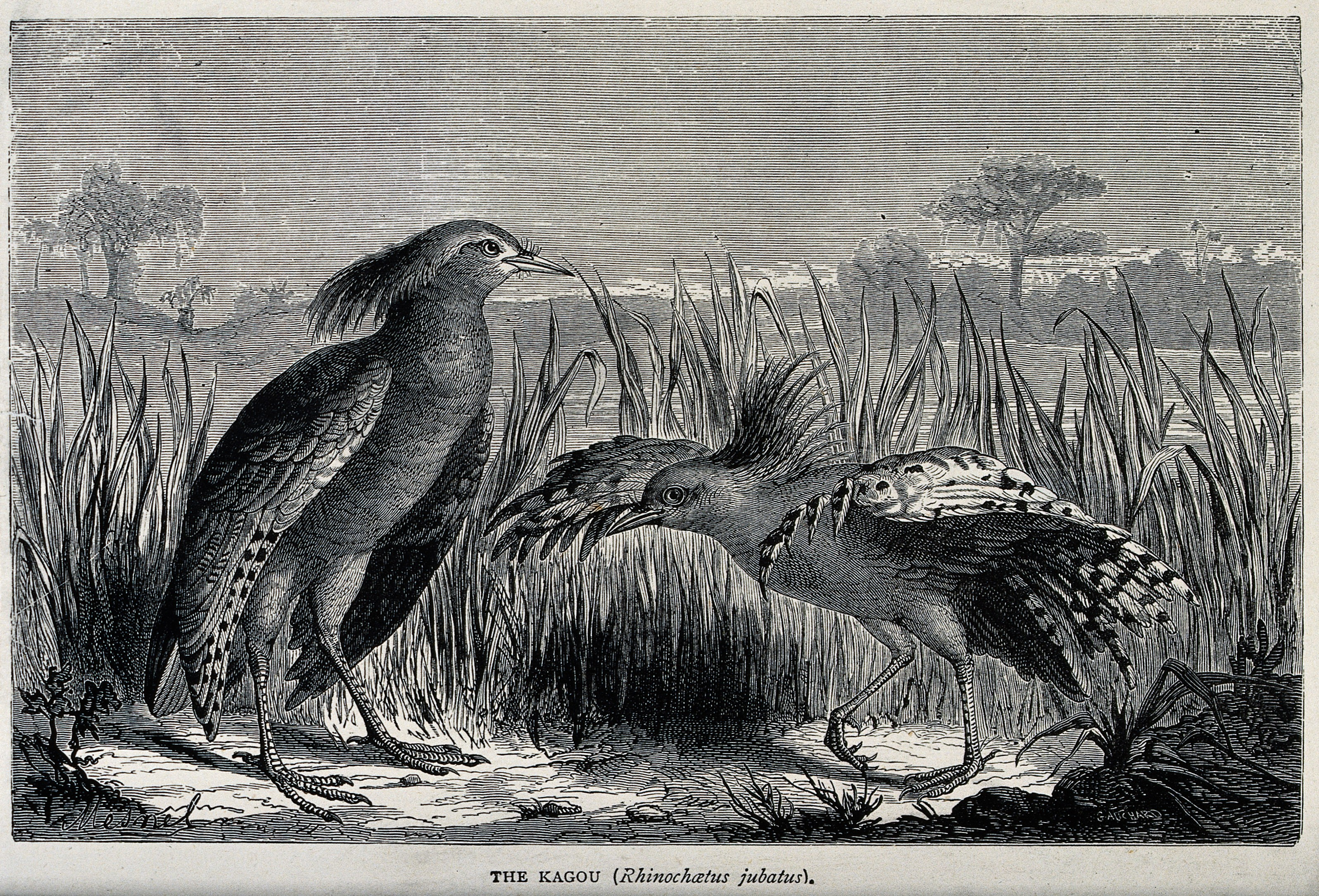
Ilustração de um par de cagus (Rhynochetos jubatus), por Albin Mesnel e Felix-Jean Gauchard.

## Vocalização
Com uma variedade de notas ásperas e estridentes, os sons feitos pelo cagu podem ser ouvidos a mais de um quilômetro de distância e são diferentes para os machos e fêmeas, podendo lembrar um canto de galo ou o latido de um cão; mas a vocalização da fêmea é mais curta e rápida que a do macho. Pares cantam um dueto, no início da manhã, para avisar outras aves de seu território, podendo durar, tais avisos, até 15 minutos. Também assobiam e fazem sons suaves e estridentes.

## Nidificação e reprodução
O comportamento nupcial destas aves envolve um elaborado pavonear, com o levantar de suas cristas e com movimentos de asa semelhantes a uma capela. Os cagus são monogâmicos e, apesar de defenderem o seu território em conjunto, macho e fêmea podem passar a maior parte do tempo sozinhos, criando apenas um filhote por ano, que nasce a partir de de um ovo com manchas marrons-claras em um ninho constituído de um montículo de folhas de 10 milímetros de espessura, no solo; com pai e mãe se reunindo para compartilhar as tarefas de incubação e nidificação. Após mais de um mês de incubação, o ovo eclode e o filhote, com os olhos fechados, não se desloca até os três dias de idade; parecendo diferente de seus pais, dotado de penas castanho-claras e castanho-escuras para se camuflar contra a folhagem do chão da floresta. Os pais alimentam seus filhotes até as 14 semanas de idade, podendo estes permanecer no território por até seis anos.

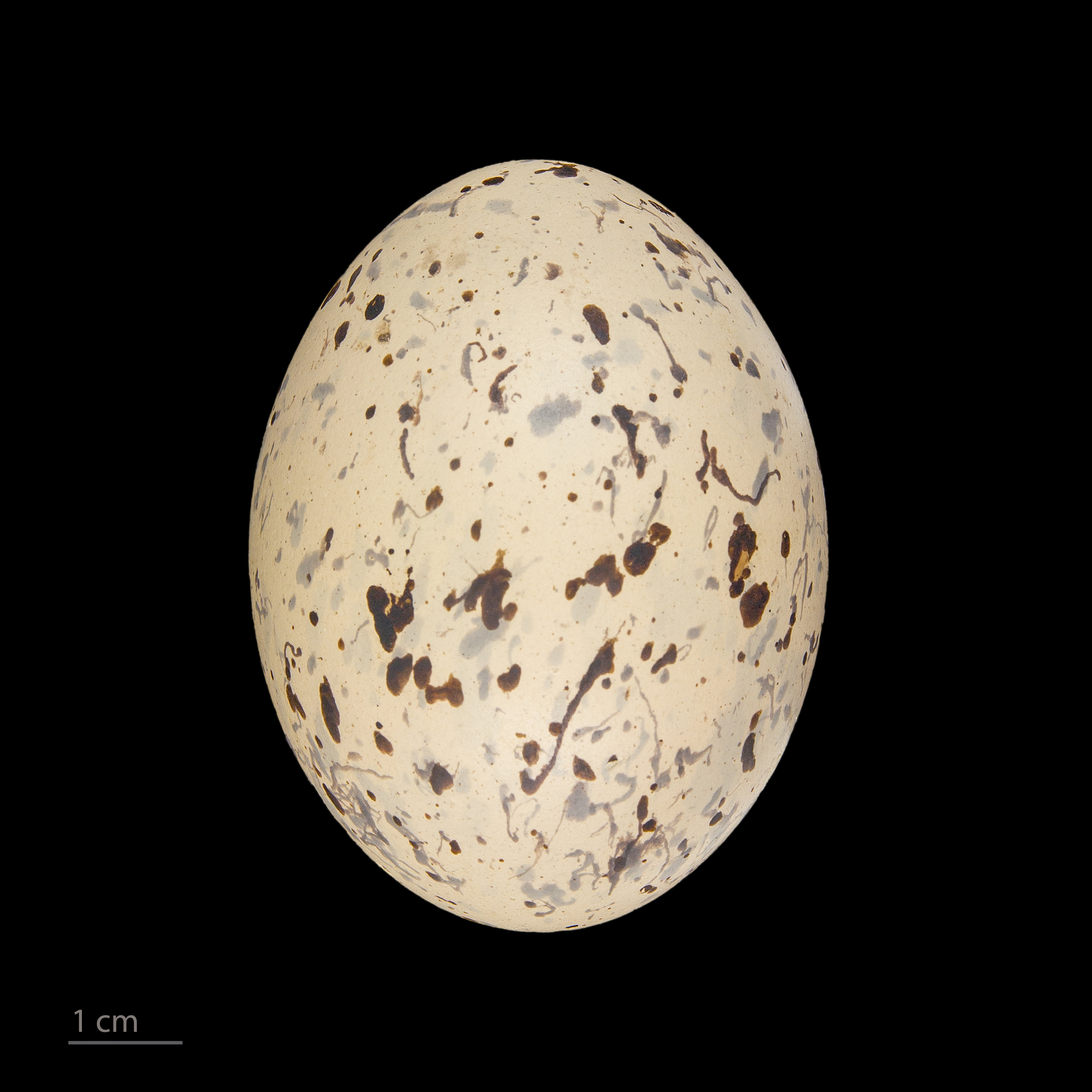
Ovo de um cagu (Rhynochetos jubatus) proveniente da coleção de Jacques Perrin de Brichambaut.

## Alimentação e hábitos
O cagu tem asas, mas só consegue voar uns poucos metros (pois falta-lhe a musculatura para voar), preferindo viver sempre no solo, em bandos soltos, muitas vezes perto de riachos; sendo um animal solitário e predominantemente diurno, predando e se alimentando de insetos e suas larvas, aranhas, lacraias, milípedes, moluscos, vermes e lagartos; fazendo escavações rasas na serrapilheira e entre rochas em busca de seus alimentos. Possui a característica de se mover rapidamente para, em seguida, permanecer em pé, imóvel. Escolhe um lugar para habitar, no solo, naturalmente protegido por rochas ou sob raízes de árvores, em buracos e bancos de terra. Geralmente se empoleira em galhos baixos ou troncos, mas também usam raízes elevadas ou pedras para locais de repouso. Eles são altamente territoriais, participando de confrontos, por vezes ferozes, acompanhados de gritos estridentes.

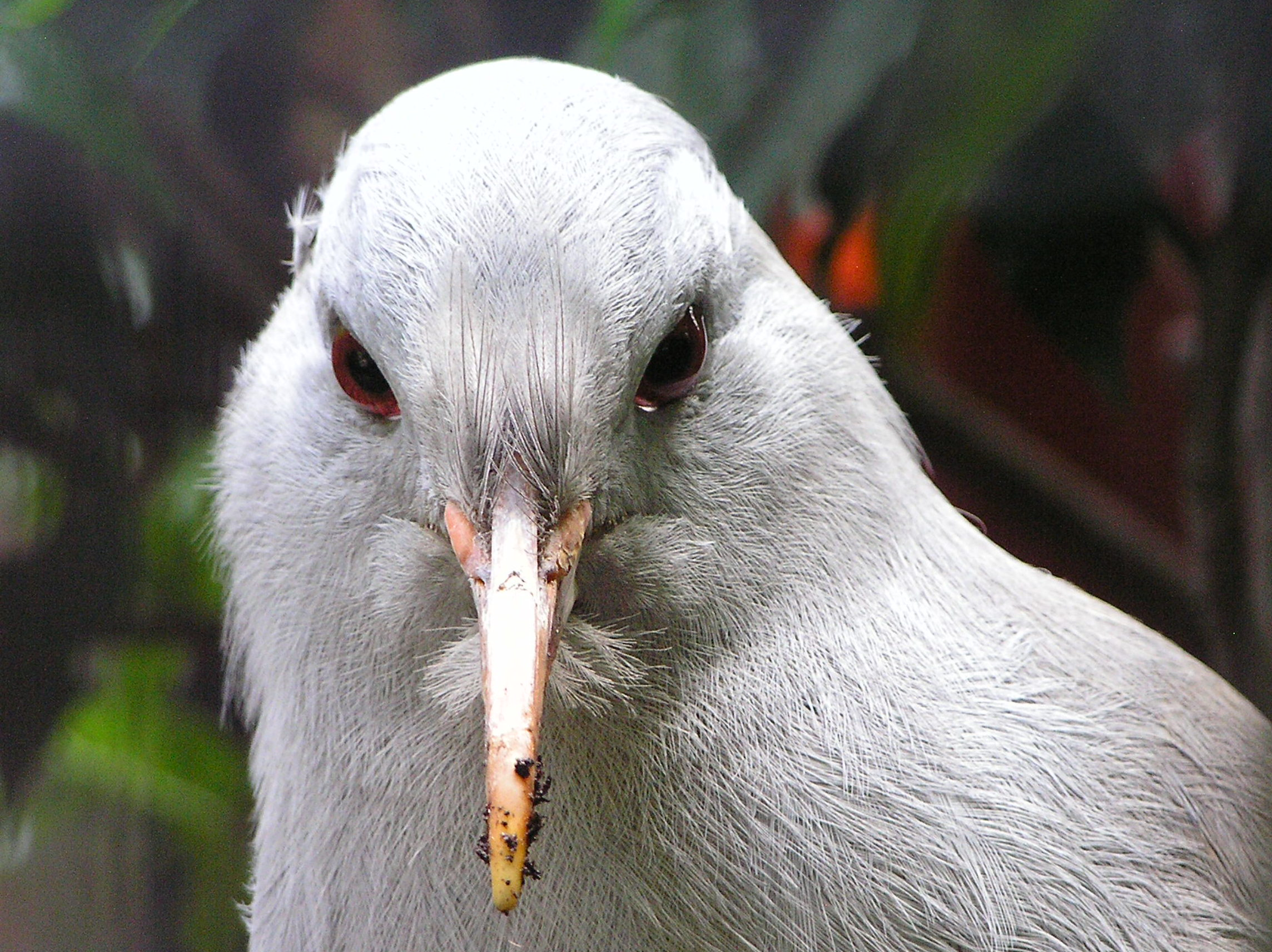
Cabeça de um cagu (Rhynochetos jubatus), com terra em seu bico. Seus olhos grandes, com boa visão binocular, são úteis para encontrar presas na serrapilheira e para ver na escuridão das florestas.

## Conservação
O cagu experimentou um declínio em seus números populacionais durante os anos 1900, principalmente devido à predação por espécies invasoras, como cães e gatos, perda de seus ovos por porcos e ratos e também perda de habitat pela expansão humana e caça; agora listado em perigo, de acordo com a União Internacional para a Conservação da Natureza (IUCN).

## Uso humano
Sua carne é considerada de excelente qualidade para a alimentação humana.

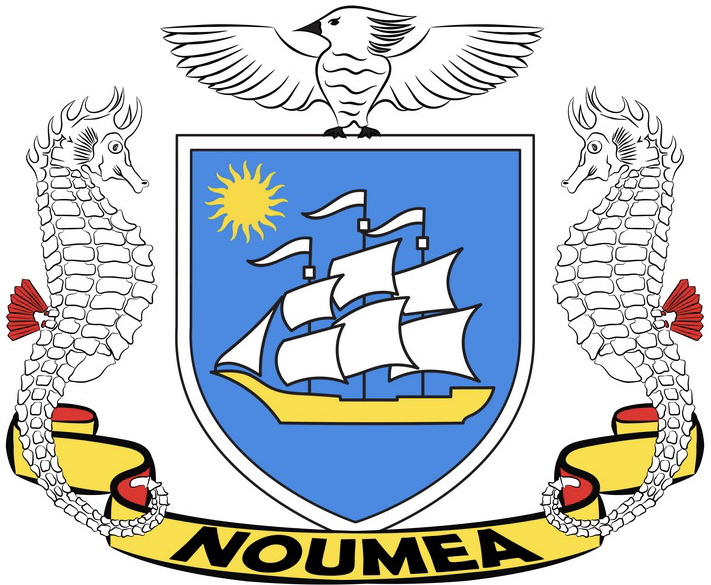
Brasão na bandeira de Nouméa,  a principal cidade e capital do território francês da Nova Caledônia, contendo o cagu.

## Cagu-das-terras-baixas
Uma segunda espécie 15% maior e extinta, no gênero Rhynochetos, o cagu-das-terras-baixas (em inglês: lowland kagu; Rhynochetos orarius), foi descrita a partir de restos de subfósseis do Holoceno, encontrados na costa oeste de Grande Terre (na caverna Pindai). O holótipo está no Museu Nacional de História Natural, em Paris. O seu epíteto específico vem do latim orarius (da costa), vindo de sua presumível distribuição em terras de baixa altitude, ao contrário de seu congênere, Rhynochetos jubatus.